# NGC 1078
NGC 1078 is een elliptisch sterrenstelsel in het sterrenbeeld Walvis. Het hemelobject werd in 1886 ontdekt door de Amerikaanse astronoom Frank Muller.

## Synoniemen
- PGC 10362
- MCG -2-8-1
- NPM1G -09.0125